# Danny Bew
Daniel Crombie Bew (1896 – 1951) là một cầu thủ bóng đá người Anh. Ông thi đấu ở Football League cho Hull City và Swindon Town.